# 田中文雄 (実業家)
田中 文雄（たなか ふみお、1910年7月29日 - 1998年1月6日）は、日本の経営者。王子製紙社長、会長を務めた。

## 経歴・人物
長野県南佐久郡平賀村（現佐久市）出身。旧制野沢中学を経て、1935年に九州帝国大学農学部林学科を卒業し、同年に王子製紙に入社した。1956年に取締役に就任し、常務、副社長を経て、1968年に社長に就任。社長在任中は、北日本製紙、日本パルプ工業との合併を実現させ、紙パルプ業界の国際化に尽力した。1981年に会長に就任し、1989年から取締役相談役を務めた。1982年には病気療養中の市村修平社長に代わり、社長を一時代行した。
1979年から1987年までに日本経営者団体連盟副会長を務め、1981年には日本製紙連合会会長に就任した。1983年に勲一等瑞宝章を受章した。
1998年1月6日心不全のために死去。87歳没。叔父に小山邦太郎がいる。